# Jefe de la República de Karacháyevo-Cherkesia
El Jefe de la república de Karacháyevo-Cherkesia (en ruso: Глава Карачаево-Черкесской Республики, en cabardiano: Къэрэшей-Шэрджэс Республикэм и Тхьэмадэ, en karachái-bálkaro: Къарачай-Черкес Республиканы Башчысы, en abaza: Къарча-Черкес Республика Ахъада, en nogayo: Карашай-Шеркеш Республикадынъ Башкани, antiguamente "Presidente") es el funcionario más alto de la república de Karacháyevo-Cherkesia, en Rusia. El titular es elegido por los ciudadanos rusos residentes en la república por un periodo de 5 años.

## Historia
Después de la restauración del óblast autónomo Karachái-Cherkeso como parte del krai de Stávropol en 1957 y hasta la primavera de 1990, el Comité Regional de Karacháyevo-Cherkesia del PCUS ocupó un papel destacado en su dirección.
De 1988 a julio de 1991, el primer secretario del Comité Regional fue Valentín Lesnichenko. En marzo de 1990, se produjo una fuerte disminución de la influencia del PCUS debido a la abolición del artículo 6 de la Constitución de la URSS, que definía el “papel dirigente y rector” del Partido Comunista. Como resultado, el presidente del comité ejecutivo del consejo regional se convirtió en la primera personalidad de la región. Este cargo lo ocupó Vladímir Jubiyev desde marzo de 1979.
El 22 de marzo de 1990, Lesnichenko fue elegido sin alternativa presidente del nuevo Consejo de Diputados del Pueblo del óblast autónoma de Karacháyevo-Cherkesia, el máximo órgano del poder representativo. El mismo día, Júbiyev fue reelegido jefe del poder ejecutivo y presidente del comité ejecutivo.
El 30 de noviembre de 1990, una sesión del consejo regional de diputados del pueblo decidió separarse del krai de Stávropol y transformarse en la República Socialista Soviética de Karacháyevo-Cherkesia (KCSSR) dentro de la RSFS de Rusia. El 3 de julio de 1991 esta decisión fue aprobada por el Consejo Supremo de la RSFSR. Sin embargo, según el art. 104 de la Constitución de la RSFSR, las cuestiones de la estructura estatal nacional de la Federación de Rusia estaban bajo la jurisdicción exclusiva del Congreso de los Diputados del Pueblo de la RSFSR.
El 9 de agosto de 1991, Viktor Saveliev fue elegido presidente del Consejo de Diputados del Pueblo, tras la dimisión de Lesnichenko.
El 3 de diciembre de 1991, el Consejo de Diputados del Pueblo decidió restablecer la República de Karachái. Sin embargo, el 5 de diciembre de 1991, la sesión del Consejo decidió realizar un estudio sobre la preservación de la unidad de Karacháyevo-Cherkesia. Todas las elecciones se pospusieron en espera de la votación.
El 13 de enero de 1992, el presidente ruso Borís Yeltsin nombró a Júbiyev como jefe interino de la administración de la República Socialista Soviética de Karacháyevo-Cherkesia para el período hasta las elecciones y la elección del Consejo Supremo de la república.
El 21 de abril de 1992, el Congreso de los Diputados del Pueblo de Rusia introdujo una enmienda a la Constitución de la RSFS de Rusia, que transformó el óblast autónomo de Karacháyevo-Cherkesia en la república de Karacháyevo-Cherkesia. Esta enmienda entró en vigor a partir de su publicación el 16 de mayo de 1992.
En enero de 1993, el antiguo consejo regional se transformó en el Consejo Supremo y se creó el Consejo de Ministros. Júbiyev fue nuevamente elegido presidente. El 28 de abril de 1995, por decreto de Yeltsin, de acuerdo con la Asamblea del Pueblo, Júbiyev fue nombrado Jefe de la República.
El 5 de marzo de 1996, los diputados adoptaron por unanimidad la primera Constitución de la república, cuya elaboración se venía realizando desde 1992. Así, hasta 1999, el jefe de la república era designado por el presidente de la federación. Como resultado, la región estuvo gobernada por Vladimir Júbiyev durante 20 años, desde 1979.
En abril-mayo de 1999 se celebraron las primeras elecciones presidenciales en Karacháyevo-Cherkesia. En la segunda vuelta fue elegido el ex comandante en jefe de las Fuerzas Terrestres, Vladimir Semiónov. Recibió el 75% de los votos frente al 18% de Derev, pero la oposición no reconoció los resultados y los impugnó ante tribunales de distintos niveles durante seis meses.
En agosto de 2003 se celebraron las segundas elecciones presidenciales. En la segunda vuelta resultó elegido el presidente del Banco Nacional de la República, Mustafá Batdíyev. Su mandato fue de 5 años.
En 2004, las elecciones directas de jefes regionales en Rusia fueron canceladas por iniciativa del presidente ruso Vladímir Putin. El 11 de diciembre de 2004, Putin introdujo un nuevo procedimiento: el jefe de la región, a propuesta del Presidente de la Federación de Rusia, era aprobado por el parlamento regional. El jefe de Estado también recibió el derecho de destituir a los jefes regionales de sus cargos "en relación con la pérdida de confianza del Presidente de la Federación de Rusia, por el desempeño inadecuado de sus funciones, así como en otros casos previstos por la ley federal".
En 2008 expiró el mandato de Batdíyev y, según un nuevo procedimiento, Boris Ebzéyev se convirtió en presidente de Karacháyevo-Cherkesia a propuesta del presidente Dmitri Medvédev. Tras dos años y medio, el 26 de febrero de 2011, Ebzéyev se jubiló anticipadamente. El presidente Medvédev nombró a Rashid Temrézov presidente en funciones y unos días después, el parlamento de la república lo ratificó como presidente de la república por 5 años.
En 2013, el presidente de la Federación de Rusia firmó una ley que permitía a los ciudadanos elegir entre elecciones directas y votación parlamentaria sobre tres candidatos presidenciales. En Karacháyevo-Cherkesia eligieron la segunda opción. Así, en diciembre de 2013 se hicieron enmiendas a la Constitución de la república, según las cuales las elecciones directas del jefe de la república fueron reemplazadas por el procedimiento de nombramiento del Presidente de Rusia con elección de los diputados del parlamento de la república. Las enmiendas fueron aprobadas por el jefe de la república, Rashid Temrézov.
El 27 de febrero de 2016, después de que expirara el mandato de cinco años de Temrézov, el presidente ruso Vladímir Putin lo nombró nuevamente jefe interino de la república hasta que el parlamento lo eligiera. El 18 de septiembre de 2016, en un solo día de votación, los 49 diputados del parlamento de la república votaron por unanimidad a favor de Temrézov. Ismel Bidzhev y Viktor Borodkin no recibieron ni un solo voto. Temrézov fue confirmado como presidente de la república por otros cinco años.

## Procedimiento electoral
El procedimiento para conferir poderes al Jefe de la república de Karacháyevo-Cherkesia está establecido por la ley de la república del 17 de noviembre de 1997 N 338-XXII "Sobre el jefe de la República de Karacháyevo-Cherkesia" de conformidad con la legislación federal y la Constitución de la república de Karacháyevo-Cherkesia.
El Jefe de la república es elegido por los diputados de la Asamblea del Pueblo de la República de Karacháyevo-Cherkesia. La selección de candidatos se realiza en dos etapas. En primer lugar, los partidos representados en la Asamblea del Pueblo o en la Duma Estatal presentan candidatos al presidente de Rusia (no más de tres candidatos). A continuación, el presidente selecciona tres candidatos y los somete a votación en la Asamblea del Pueblo de la República de Karacháyevo-Cherkesia.

## Lista de presidentes
| Nombre            | Retrato | Inicio del mandato                                                          | Final del mandato                                                          | Partido político |
| ----------------- | ------- | --------------------------------------------------------------------------- | -------------------------------------------------------------------------- | ---------------- |
| Vladímir Jubiyev  |         | 28 de abril de 1995                                                         | 25 de mayo de 1999                                                         | Independiente    |
| Vladímir Semiónov |         | 14 de septiembre de 1999 (como jefe) 25 de agosto de 2000 (como presidente) | 25 de agosto de 2000 (como jefe) 4 de septiembre de 2003 (como presidente) | Independiente    |
| Mustafá Batdíyev  |         | 4 de septiembre de 2003                                                     | 4 de septiembre de 2008                                                    | Independiente    |
| Borís Ebzéyev     |         | 4 de septiembre de 2008                                                     | 26 de febrero de 2011                                                      | Independiente    |
| Rashid Temrézov   |         | 26 de febrero de 2011 (como presidente) 7 de abril de 2011 (como jefe)      |                                                                            | Rusia Unida      |